# Szachmukhi

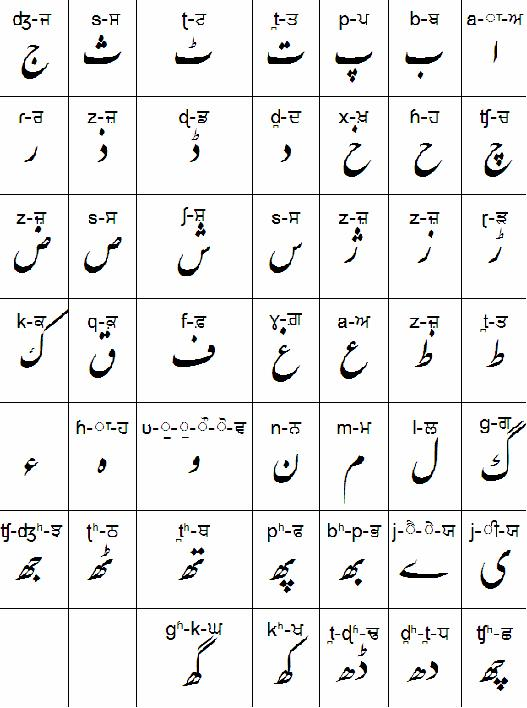
Alfabet szachmukhi z wymową i odpowiednikami w gurmukhi

Shahmukhi (pismo arabskie: شاہ مکھی, gurmukhi: ਸ਼ਾਹਮੁਖੀ) – odmiana alfabetu arabskiego, oparta na perskiej formie nasta'liq i przystosowana do zapisu języka pendżabskiego w Pakistanie i północnych Indiach. Nazwa znaczy dosłownie „z ust króla (szacha)”. Pismo to jest używane głównie, choć nie wyłącznie, przez muzułmanów. Sikhowie w Indiach posługują się głównie pismem gurmukhi pochodzenia indyjskiego. Zawiera dodatkowe znaki diakrytyczne dla zapisu dźwięków niewystępujących w języku arabskim i perskim. 
- Wygłosowe dźwięki ñ (ਞ), ng (ਙ), nh (ੰ/ં) zapisywane są za pomocą :ں : nun ghunna (nun bez kropki).
- Znak ے (bari ye) występuje tylko w wygłosie, służy do zapisu samogłosek e (ਏ) oraz æ (ਐ), w pozostałych pozycjach używa się litery ي.

## Dodatkowe litery
- ﭓ bbe -ੱਬ
- ﭲ jje -ੱਜ
- ڋ ḍḍe -ੱਡ
- ڰ ggaf -ੱਗ
- ڻ rnoonh -ਣ